# La Carrera (Ávila)
La Carrera es un municipio de España perteneciente a la provincia de Ávila, en la comunidad autónoma de Castilla y León. Forma parte de la comarca de El Barco de Ávila-Piedrahíta y del partido judicial de Piedrahíta. El término municipal, con una población de 160 habitantes (INE 2024), tiene cinco núcleos poblacionales principales: La Carrera, Cereceda, Lancharejo, Navalmoro y El Cabezuelo; y dos barrios: Las Canchillas y El Ventorro.

## Símbolos
El escudo heráldico que representa al municipio fue aprobado oficialmente el 17 de abril de 1998 con el siguiente blasón:

Escudo de azur con un monte de plata, cimado de una ermita de lo mismo techada de gules y aclarada de azur; surcado el monte por un camino de oro que asciende hacia la ermita. Al timbre, la Corona Real española.
Boletín Oficial del Estado nº 126 de 27 de mayo de 1998

## Geografía
Ubicación
Se sitúa a 89 km de la capital provincial. El término municipal está atravesado por la carretera N-110 entre los pK 339 y 341, además de por una carretera local que se dirige hacia el puerto del Tremedal y Becedas.  
El relieve del municipio está definido por la sierra de la Alberca al norte y el valle del río Aravalle al sur. La altitud oscila entre los 1540 m en la sierra y los 1000 m a orillas del río. Los arroyos Cabezuelo y Galicia descienden de la sierra hacia el río Aravalle. El pueblo se alza a 1062 m sobre el nivel del mar.  
| Noroeste: Solana de Ávila | Norte: Junciana y El Losar del Barco | Noreste: El Losar del Barco |
| Oeste: Solana de Ávila    |                                      | Este: El Barco de Ávila     |
| Suroeste: Umbrías         | Sur: Umbrías y Navatejares           | Sureste: Navatejares        |

## Demografía
La Carrera cuenta con una población de 160 habitantes (INE 2024).
| Gráfica de evolución demográfica de La Carrera entre 1842 y 2021                                                                                                |
| |
| Población de derecho según los censos de población del INE. Población de hecho según los censos de población del INE.En este censo se denominaba Carrera: 1842. |

## Fiestas
- Fiesta de La Recolección
- Fiesta de las Romerías
- Fiesta de Santa Ana
- Fiesta de La Peña